# Ken Duong

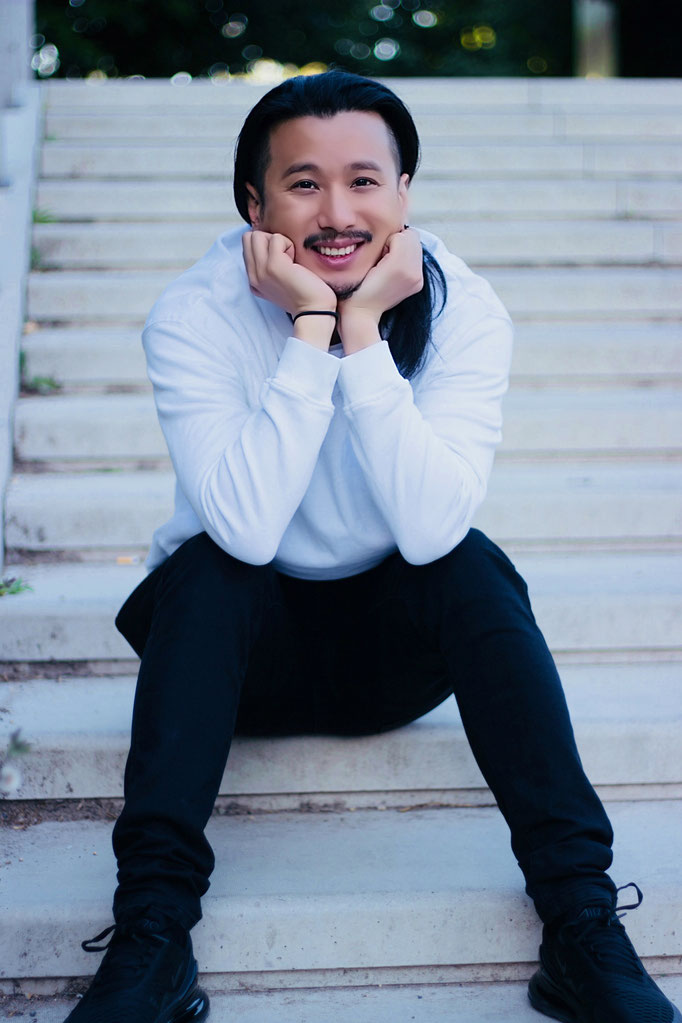
Ken Duong (2018)

Ken Duong (* 1983 in Frankfurt am Main) ist ein deutscher Schauspieler.

## Wirken
Duong hat chinesische Wurzeln. Er wurde vor allem durch seine Mitwirkung bei You Are Wanted, einer deutschen Thriller-Fernsehserie von und mit Matthias Schweighöfer und die erste deutsche Eigenproduktion des Streaminganbieters Prime Video, bekannt. Des Weiteren übernahm er Rollen bei der Kinderserie Die Pfefferkörner (ARD), als auch Notruf Hafenkante (ZDF) und dem Kinofilm Burg Schreckenstein 2. Auch in dem mit dem Prädikat „besonders wertvoll“ ausgezeichneten Kinofilm LOMO – The Language of Many Others von Julia Langhof übernahm er eine Nebenrolle.

## Filmografie (Auswahl)
- 2016: Notruf Hafenkante (Fernsehserie, 1 Episode)
- 2017: Burg Schreckenstein 2
- 2017: LOMO – The Language of Many Others
- 2018: You Are Wanted (Fernsehserie, 3 Episoden)
- 2021: Nachtschicht – Blut und Eisen